# Cratere Silberschlag

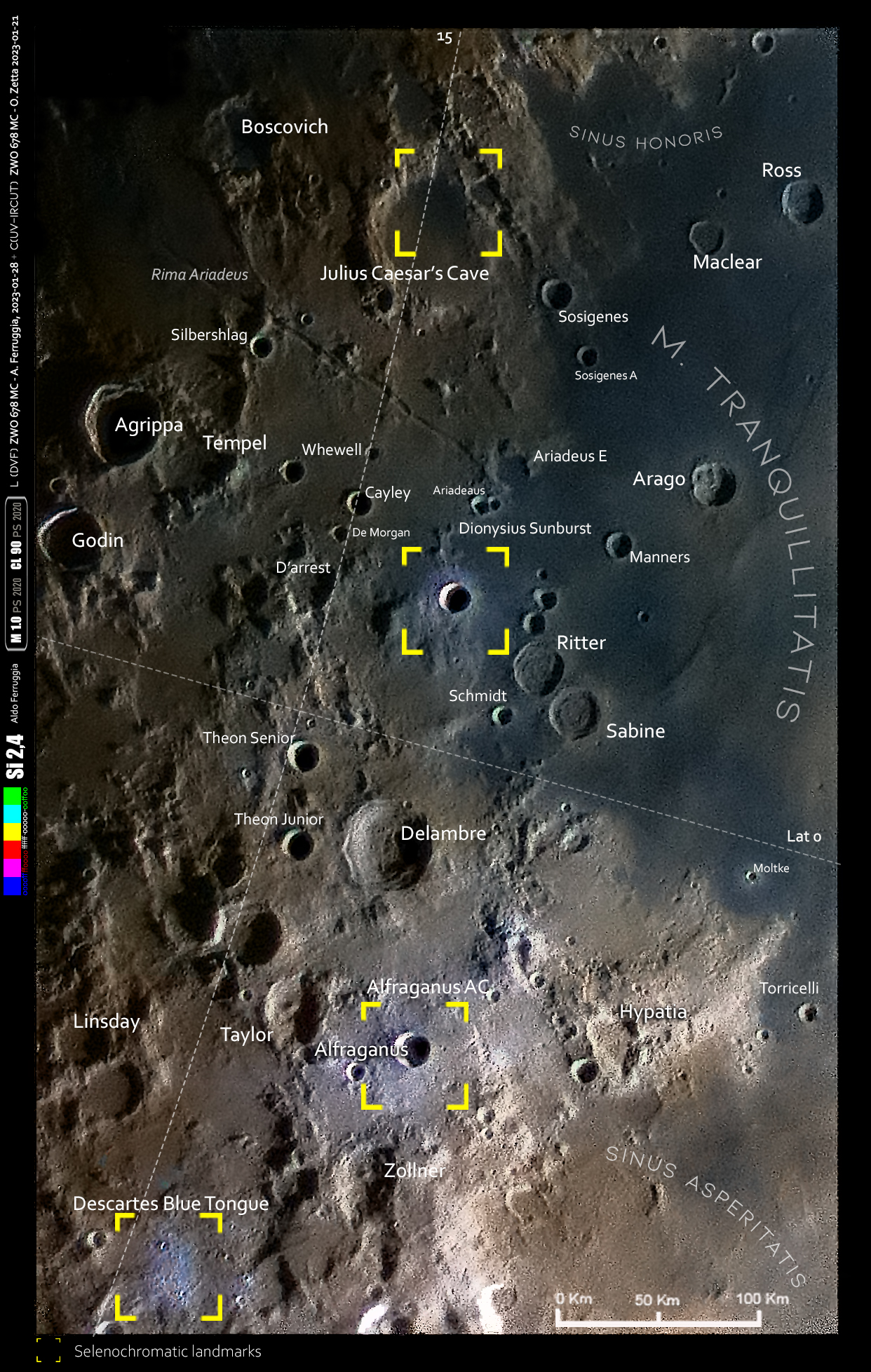
Il cratere (in alto a sinistra) con le strutture vicine in una Immagine Selenocromatica(Si)

Silberschlag è un cratere lunare di 12,56 km situato nella parte nord-orientale della faccia visibile della Luna.